# アントン・ラヴェイ
アントン・サンダー・ラヴェイ（Anton Szandor LaVey、本名 ハワード・スタントン・リーヴィー Howard Stanton Levey、1930年4月11日 - 1997年10月29日）は、サタン教会の開祖であり、アメリカ合衆国における同教会の司祭長であった。著述家、オカルティスト、ミュージシャンでもあった。The Satanic Bible（『サタンの聖書』）を著し、人間の本性についてラヴェイ自身の理解するところと、物質主義的快楽主義や個人主義を主張した哲学者たちの洞察とを総合した体系である「ラヴェイ派サタニズム」（LaVeyan Satanism）を創始した。

## 概要

### 誕生から青年期まで
ラヴェイはシカゴでハワード・スタントン・リーヴィー として生まれた。父は、シカゴ出身のMichael Joseph Lavey（1903–1992）で、母はGertrude Augusta Coultronという。母は1893年にオハイオ州に来た移民の娘で、父はロシア人、母はウクライナ人だった。祖父母は1900年にアメリカ市民権を獲得し、帰化した。だが、ラヴェイの伝記には、彼はフランス人、ロシア人、ウクライナ人、ドイツ人、ルーマニア人、グルジア人、アルザス人の血を引いていると書いてある。
ラヴェイの家族はカリフォルニア州に引っ越し、ラヴェイは幼少期をサンフランシスコ・ベイエリアやアリゾナ州グローブで過ごした彼の楽器への興味に両親も賛同し、その結果、多くの楽器に触れる機会を得たが、その中でも彼のお気に入りはパイプオルガンやカリオペといった鍵盤楽器だったこのころ、彼はアール・ヘーゲンの『ハーレム・ノクターン』といった楽曲を演奏した。
彼は16歳のころまでカリフォルニア州ミルバレーにあるタマルパイス高校へ通っていた 。
伝記によると、彼は高校中退後、サーカスに入り、その後カーニバルへ参加した。最初彼は雑役から入り、次に大型の猫の調教師になり、それからカリオペの演奏者となり、カーニバルの読唇術も務めたこともあった。
土曜の夜に下品なショーを行った後、日曜の朝に同じテントで同じメンバーが伝道集会を行うのを見て、宗教に疑問を持つようになったと、ラヴェイは回想している。後にラヴェイはオルガン奏者としてバーやラウンジ、ナイトクラブで働いた。ドイツ語版The Satanic Bibleにおいて、ラヴェイはこの経験が宗教への否定を強めたことを語っており、熱心な礼拝出席者が二重の道徳基準を用いていることを非難した。
ロサンゼルスでオルガン奏者として活動していたところ、当時マヤ・シアターで活動していた無名のダンサーだったマリリン・モンローと関係があったことを記しているこのことについては、当時のモンローを知る者たちから正確性が疑われており、マヤ・シアターの支配人である、ポール・ヴァレンティンも、「モンローがラヴェイのバックダンサーだったと言う事実はないし、Mayan Theaterがバーレスクの会場として利用されていたという事実はない。」と話している。
サンフランシスコに戻った後、ラヴェイはサンフランシスコ市警察で3年間カメラマンとして働く傍ら超常現象の調査も行い、在職中のラヴェイの元には800件の依頼があった。後に彼の伝記の著者がサンフランシスコ市警にラヴェイが在籍していたかどうか問い合わせたが、彼の在籍が事実であることを実証する結果は得られなかった。サンフランシスコ市警在籍時、ラヴェイはジョージ・ハース、ロバート・バーバー・ジョンソン（ジョンソンはサーカスで調教師兼カーニバルの背景描きを務めていたころにラヴェイと出会っていた）、クラーク・アシュトン・スミス（後にブランシュ・バートンのThe Secret Life of a Satanistに登場）といった「ウィアード・テイルズ」の参加者たちと知り合った。
1950年、ラヴェイはCarole Lansingと知り合い、翌年結婚。さらにその1年後である1952年にカーラ・ラヴェイをもうけた。ラヴェイが Diane Hegartyに夢中になったため1960年Carole Lansingと離婚した。ラヴェイとHegartyは結婚することはなかったもののパートナー同士であり続け、1963年2番目の娘であるZeena Galatea LaVeyが誕生した。
関係が破たんした際、ハガトリーは慰謝料を請求した。

### サタニズムへの傾倒
ロスト・ウィークエンド・カクテル・ラウンジでのウーリッツァー・オルガンの演奏オルガン奏者としてだけでなく、の超常現象に関する研究もあって地元の名士に仲間入りしたラヴェイは多くの名士を呼んでパーティーをよく開き、Carin de Plessin、マイケル・ハーナー、Chester A. Arthur III、フォレスト・J・アッカーマン、フリッツ・ライバー、Dr. Cecil E. Nixon、ケネス・アンガーといった人物もパーティーに来場した。

### サタン教会
ラヴェイは、毎週金曜日の夜にオカルトと宗教的な儀式についての講義を始めるようになった。このサークルの参加者たちは、彼に新しい宗教の基礎を作らないかと持ちかけた。1966年4月30日のヴァルプルギスの夜、彼は古代の処刑人の習わしとして、頭をそる儀式を行い、サタン教会の設立を宣言し、1966年を"Anno Satanas"（サタン元年）とした。1967年2月1日、急進的ジャーナリストジョン・レイモンドと、ニューヨーク市在住のソーシャライトであるジュディス・ケースとの、サタニズム式結婚式がサタン教会主催で開かれ、その際、ロサンゼルスタイムズとサンフランシスコ・クロニクルといった新聞紙は、ラヴェイを暗黒教皇として報道した。その後、ラヴェイはサタニズムの洗礼を行った（ラヴェイの実の娘であるジーナにとっては初めてのサタニズムの洗礼であり、この洗礼によりサタン教会の存在は世界中に知られるようになった。なお、洗礼の様子はThe Satanic Mass LPに記録された）。また、Edward Olsenという海軍の軍人の葬儀も執り行い、その様子はThe Satanic Massに収録されている。
1960年代末から70年代初頭、ラヴェイはフリードリヒ・ニーチェやアイン・ランド、H・L・メンケンやジャック・ロンドンといった人物のイデオロギーから影響を受け、それをサタン教会のイデオロギーや儀式に取り入れた。
また、Ragnar RedbeardのMight is Rightを引用して解釈したり、ジョン・ディーのエノク語の悪魔語版を題材とした小論を発表し、のちにこれらの論文はThe Complete Witch（1989年にThe Satanic Witchとして再発行）やThe Satanic Ritualsといった書物にまとめられた。The Satanic Ritualsには、H・P・ラブクラフトの文学に影響を受けた宗教的な絵も収録されていた。（なお、この絵を描いたのはのちにセトの寺院を設立するマイケル・A・アキノである。）
著書を通じて知名度が上がったラヴェイは世界中のマスコミの注目の的となり、Look、McCall's、Newsweek、タイムや男性誌からのインタビューを受け、Joe Pyne、Phil Donahue、ジョニー・カーソンといったトーク番組に出演し、1970年には長編ドキュメンタリー映画Satanis: The Devil's Massに出演した。1960年代末において、ラヴェイはサタニズムおよび黒魔術の世界において主流とされる人物として見なされていた。
ラヴェイは3人目にして最後の伴侶である、ブランシュ・バートンと出会い、1993年11月1日には、実子Satan Xerxes Carnacki LaVeyをもうけた。

### 死
1997年10月29日、アントン・ラヴェイはカリフォルニア州サンフランシスコにあるセントメアリー医療センターで肺水腫のため亡くなった。彼がサタン教会の代表者であるにもかかわらず、カトリック系であるセントメアリー医療センターに搬送されたのは、たまたまそこが便利だっただけである。憶測もあったせいで、彼の死亡証明書の日付は実際よりも2日遅い10月31日（ハロウィン）の朝ということになっていた。招待された人だけが参列できる、サタン教会の密葬により火葬され、カリフォルニア州コルマに埋葬された。ラヴェイ没後、バートンが協会の代表を務めたが、後にピーター・H・ギルモアに代表の座を譲った。

## ラヴェイの関わった映画
- Invocation of my Demon Brother（1969年、短編映画。サタン役として出演したが、クレジットなし。）
- Satanis: The Devil's Mass（長編映画として 1970年に公開され、2003年にSomething Weird VideoからDVDが発売された）
- 魔鬼雨 The Devil's Rain（1975年。テクニカルアドバイザーとして参加したほか、High Priest役として出演。）
- ザ・カー The Car（1977年、テクニカルアドバイザーとして参加。）
- Doctor Dracula, aka Svengali（1981年、テクニカルアドバイザーとして参加。）
- Charles Manson Superstar（1989年、リサーチ・コンサルタントとして参加。）
- スーパージャンク4 死んだらこうなる Death Scenes（1989年、ナレーター）
- Speak of the Devil（1995年）